# Volker Schultz (Ökonom)
Volker Schultz (* 1962 in Frankfurt am Main) ist ein deutscher Wirtschaftsingenieur, Dozent und Fachbuchautor.

## Leben
Nach dem Abitur am humanistischen Ludwig-Georgs-Gymnasium in Darmstadt und dem Grundwehrdienst studierte Schultz ab 1983 Wirtschaftsingenieurwesen (technische Fachrichtung Maschinenbau) an der Technischen Hochschule Darmstadt (heute: Technische Universität Darmstadt, TU Darmstadt) und schloss dieses Studium 1989 als Diplom-Wirtschaftsingenieur ab. Anschließend blieb er als wissenschaftlicher Mitarbeiter an der TU Darmstadt und promovierte 1995 im Bereich Rechnungswesen und Controlling zum Dr. rer. pol.
Von 1995 bis 2000 war er als Verwaltungs- und Betriebsleiter an der Staatlichen Materialprüfungsanstalt Darmstadt tätig. 2000 wechselte er in die Verwaltung der TU Darmstadt und übernahm dort die Leitung der Abteilung Finanz- und Rechnungswesen. Seit 2010 leitet er dort das Dezernat Finanz- und Wirtschaftsangelegenheiten.
Daneben ist Schultz seit 2010 Geschäftsführer der Carlo und Karin Giersch-Stiftung und war von 2016 bis 2023 Geschäftsführer der TU Darmstadt-Stiftung.
Er ist Lehrbeauftragter für das Fach „Betriebswirtschaft für Ingenieure“ an der TU Darmstadt und Dozent im Master-Studiengang Wissenschaftsmanagement an der Deutschen Universität für Verwaltungswissenschaften Speyer.  Dort leitet er das Modul „Finanzen und Kostenmanagement“.

## Veröffentlichungen

### Monografien (aktuelle Auflagen)
- Basiswissen Betriebswirtschaft. Management, Finanzen, Produktion, Marketing. 6. Auflage. Beck-Wirtschaftsberater im dtv, Band 50967. München: dtv 2019. ISBN 978-3-423-50967-1.
- Basiswissen Rechnungswesen. Buchführung, Bilanzierung, Kostenrechnung, Controlling. 9. Auflage. Beck-Wirtschaftsberater im dtv, Band 50975. München: dtv 2024. ISBN 978-3-423-50975-6.
- BWL Basiswissen. Ein Schnellkurs für Nichtbetriebswirte. 4. Auflage. Beck-kompakt. München: C.H.Beck 2020. ISBN 978-3-406-74853-0.
- Controlling. Das Basiswissen für die Praxis. 3. Auflage Beck-Wirtschaftsberater im dtv, Band 50970. München: dtv 2021. ISBN 978-3-423-50970-1.
- Projektkostenschätzung.  Kostenermittlung in frühen Phasen von technischen Auftragsprojekten.  Neue betriebswirtschaftliche Forschung Bd. 170.  Wiesbaden: Gabler 1995. ISBN 978-3-409-13264-0.

### Sonstige Veröffentlichungen (Auswahl)
- Der Umbruch im Rechnungswesen. In: Dipper, Christof; Efinger, Manfred; Schmidt, Isabel; Schott, Dieter (Hrsg.): Epochenschwelle in der Wissenschaft. Beiträge zu 140 Jahren TH/TU Darmstadt., S. 291–300.  Darmstadt: Justus von Liebig, 2017. ISBN 978-3-87390-397-5  [Buchkapitel]
- Das ABC der Mittelvergabe nach dem Leistungsprinzip.  In: DUZ, 72. Jahrgang (2015), Heft 9, S. 85–87. [Artikel]
- mit Seidler, Hanns H.: Produkthaushalt und kaufmännisches Rechnungswesen im Hochschulbereich.  In: Zeitschrift für Betriebswirtschaft (ZfB), 77. Jahrgang (2007), Special issue 5, S. 83–100. [Artikel]
- mit Seidler, Hanns H.: Staatliche Hochschulen.  In: Köhler, Richard; Küpper, Hans-Ulrich; Pfingsten, Andreas (Hrsg.): Handwörterbuch der Betriebswirtschaft (HWB), 6. Auflage, S. 1650–1659.  Stuttgart: Schäffer-Poeschel 2007, ISBN 978-3-7910-8051-2  [Buchkapitel]
- Dezentralisierung durch Budgetierung. In: Wissenschaftsmanagement, 12. Jahrgang (2006), Heft 4, S. 14–20. Lemmens, ISSN 0947-9546 [Artikel]